# Variedades diafásicas
En el ámbito de la lingüística se denominan variedades diafásicas o variedades situacionales, a diferentes tipos de variantes que involucran cambios en el lenguaje dependiendo de las circunstancias, tema e interlocutores involucrados en la comunicación.
Son modalidades de habla, a veces denominadas estilos. Existe una amplia variedad de circunstancias y situaciones, y muchas veces la persona que habla pasa de una modalidad a otra sin advertirlo: 
- Por favor, permítame presentarle a mi jefe. / Este es mi jefe.
- Ha debido de realizar un gran esfuerzo. / Se ha roto el lomo trabajando.
- Esta comida está exquisita. / La comida está para chuparse los dedos.

Es sabido que no hablamos igual en una fiesta informal con amigos que en una actividad religiosa. En este caso, el cambio es provocado por el grado de formalidad de las circunstancias. El grado de formalidad se entiende como el apego o no a la estricta observancia de las reglas, normas y costumbres en la comunicación lingüística.
Por ello, los lingüistas reconocen o diferencian la existencia de diversos registros o estilos. De esta forma, el relato “A los que estaban allí les entró risa cuando oyeron lo que les dijo el que hablaba” y “Las palabras emitidas por el conferenciante suscitaron la hilaridad del auditorio” difieren en su registro. Los hablantes, al momento de expresarse, deben elegir un registro adecuado a la circunstancia en que se encuentran.
También el tema sobre el cual se habla y la relación que se tiene con quien se habla condicionan la modalidad lingüística que se utiliza. Es distinta la forma en que se habla cuando estamos en nuestro hogar y hablamos sobre deportes, en nuestro trabajo y hablamos sobre la tarea que nos encomendaron (y dependiendo si le hablamos a un colega o al director de la empresa), o cuando queremos expresar nuestras ideas o sentimientos; el nivel de formalidad y vocabulario es distinto en cada uno de los casos. Ello se debe a que los temas en general se corresponden con situaciones comunicacionales específicas y, por ello, tendemos a asociar los temas con niveles de formalidad en nuestro lenguaje.
No existe acuerdo en cuanto a cuántos y cuáles tipos de registros existen. Por lo general, se distinguen los siguientes: solemne, culto o formal, estándar, profesional, coloquial, vulgar y jergal.
En muchas regiones de América, el uso de los pronombres "vos" y "usted" se encuentra dentro de este tipo de variación, pues el primero se utiliza en contextos informales, mientras que el segundo se usa en situaciones formales. Así, todos somos susceptibles de ser interpelados con "vos" o con "usted" dependiendo del evento en que nos encontremos.

## Registros y factores situacionales
Los registros se caracterizan como más o menos elaborados, técnicos, especializados, elevados, formales, planificados... Cuanto más formal sea el registro, mejor será su organización y más cuidada será su selección léxica.
Con el ejemplo de uno u otro registro, el hablante adecua su mensaje a la situación comunicativa.
La utilización de un registro específico está determinada por varios factores:
- Actividad y tema tratado. Un médico, por ejemplo, utilizará estilos diferentes para referirse a una enfermedad y para comentar un partido de fútbol.[5]
- Identidad de los participantes, relación entre ellos y propósito de la situación comunicativa. Un adolescente no emplea el mismo registro con un amigo que con un profesor.[5]
- Transmisión del mensaje. Resulta especialmente significativa y la distinción entre las variedades oral y escrita.[5]

## Jergas
Los miembros de ciertos grupos usan un tipo de variantes, díficilmente comprensibles para las personas ajenas a su colectivo, que se conocen como jergas profesionales: la jerga médica, la jerga jurídica, la jerga estudiantil, etc.
El término argot designa las jergas de grupos marginales: el argot carcelario, el argot de la droga, etc. A veces, se trata del único registro que manejan estos hablantes, por lo que en estos casos constituye una variante diastrática.